# Ina Balin
Pour les articles homonymes, voir Balin et Rosenberg.
Ina Balin est une actrice américaine, née Ina Sandra Rosenberg le 12 novembre 1937 à New York — Brooklyn (État de New York, États-Unis), morte le 20 juin 1990 à New Haven (Connecticut, États-Unis).

## Biographie
Ina Balin (pseudonyme) est née dans une famille juive à Brooklyn ; elle débute au théâtre à Broadway (New York) en 1957-1958, dans une pièce de Meyer Levin, Compulsion (adaptée de son roman du même titre), aux côtés de Roddy McDowall et Dean Stockwell. Elle joue une seconde (donc dernière) fois sur les planches new-yorkaises en 1959-1960.
En 1958, elle apparaît au cinéma dans L'Orchidée noire (avec Sophia Loren et Anthony Quinn). L'année suivante (1959), son petit rôle dans Le Génie du mal — adaptation du roman Compulsion pré-cité — est coupé au montage. Elle tourne ensuite deux de ses films les mieux connus, le drame Du haut de la terrasse (1960, avec Paul Newman et Joanne Woodward), et le western Les Comancheros (1961, avec John Wayne et Stuart Whitman).  Parmi ses autres partenaires au cinéma, mentionnons Jerry Lewis (Jerry souffre-douleur, 1964), Max von Sydow (La Plus Grande Histoire jamais contée, 1965) et Elvis Presley (Charro, 1969). En tout, elle participe à seulement seize films américains — voir la liste complète ci-après —, le dernier sorti en 1989.
Ina Balin est surtout active à la télévision, contribuant entre 1958 et 1988 à quarante-deux séries et à huit téléfilms (voir la liste sélective ci-dessous). En outre, elle joue son propre rôle dans un téléfilm de 1980, The Children of An Lac (dont elle est productrice associée, expérience unique), d'après son histoire originale et un évènement qu'elle a vécu (le sauvetage d'un orphelinat au Viêt Nam en 1975, pendant la chute de Saigon).
Elle meurt prématurèment en 1990, en raison de problèmes d'hypertension artérielle pulmonaire.

## Filmographie

### Cinéma (intégrale)
- 1958 : L'Orchidée noire (The Black Orchid) de Martin Ritt : Mary Valente
- 1959 : Le Génie du mal (Compulsion) de Richard Fleischer (rôle coupé au montage)
- 1960 : Du haut de la terrasse (From the Terrace) de Mark Robson : Natalie Benzinger
- 1961 : Les Comancheros (The Comancheros) de Michael Curtiz ; Pilar Graile
- 1961 : Les Blouses blanches (The Young Doctors) de Phil Karlson : Cathy Hunt
- 1964 : Act of Reprisal d'Erricos Andreou et Robert Tronson : Eleni
- 1964 : Jerry souffre-douleur (The Patsy) de Jerry Lewis : Ellen Betz
- 1965 : La Plus Grande Histoire jamais contée (The Greatest Story Ever Told) de George Stevens : Marthe de Béthanie
- 1968 : Run like a Thief de Bernard Glasser : Mona Shannon
- 1969 : Charro (Charro !) de Charles Marquis Warren : Tracey Winters
- 1970 : The Projectionist d'Harry Hurwitz : la fille
- 1973 : Don Angelo est mort ou Le Don est mort (The Don is dead) de Richard Fleischer : Nella
- 1977 : Galyon d'Ivan Tors : Janet Davis
- 1982 : The Comeback Trail d'Harry Hurwitz : Julie Thomas
- 1986 : Vasectomy : A Delicate Matter de Robert Burge : Regine
- 1989 : That's Adequate d'Harry Hurwitz : Sœur Mary enquêtrice

### Télévision (sélection)

#### Séries télévisées
- 1963 : The Lieutenant

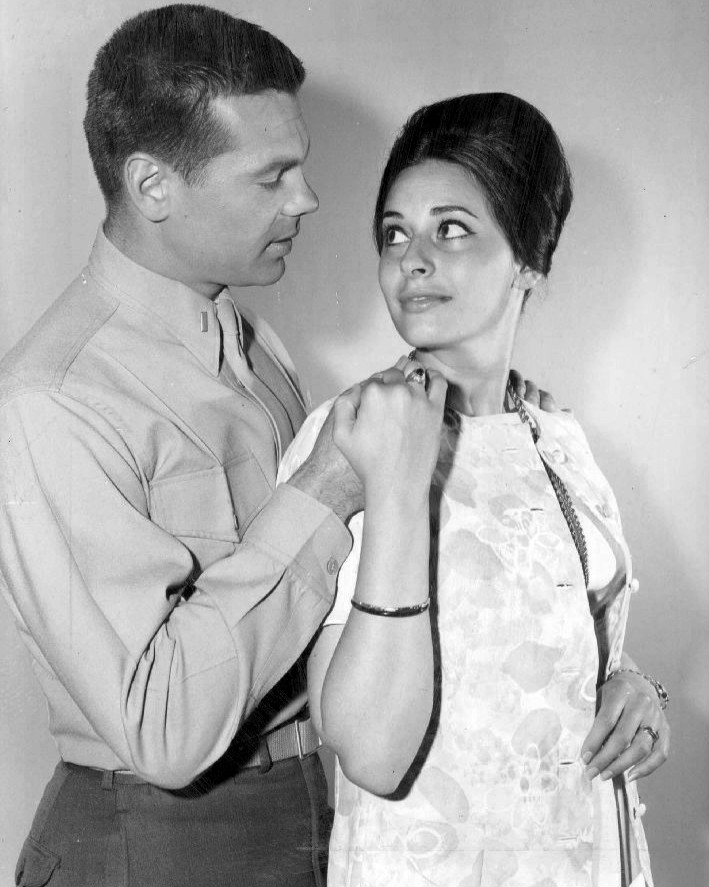
Avec Gary Lockwood, dans The Lieutenant (1963)

  - Saison unique, épisode 7 A Touching of Hands de Don Medford
- 1964 : Les Accusés (The Defenders)
  - Saison 3, épisode 36 The Uncivil War de David Greene
- 1965 : Voyage au fond des mers (Voyage to the Bottom of the Sea)
  - Saison 2, épisode 2 La Bombe vivante (Time Bomb) de Sobey Martin
- 1965 : Bonanza
  - Saison 7, épisode 6 Devil on her Shoulder de Virgil W. Vogel
- 1965-1968 : Match contre la vie (Run for your Life)
  - Saison 1, épisode 10 A Girl named Sorrow (1965) de Leslie H. Martinson
  - Saison 3, épisode 21 Strategy of Terror (1968) et épisode 22 The Dead on Furlough (1968)
- 1967 : Max la Menace (Get Smart)
  - Saison 3, épisode 4 La Chair est faible (The Spirit is willing) de Norman Abbott
- 1968 : Opération vol (It takes a Thief)
  - Saison 1, épisode 13 L'Otage (The Radomir Miniature)
- 1969 : Sur la piste du crime (The F.B.I.)
  - Saison 4, épisode 20 The Maze de Robert Day
- 1970 : Les Règles du jeu (The Name of the Game)
  - Saison 2, épisode 14 The Tradition
- 1971 : Opération danger (Alias Smith and Jones)
  - Saison 2, épisode 14 Miracle at Santa Marta de Vincent Sherman
- 1971 : Mannix
  - Saison 5, épisode 5 Femme dans l'ombre (Woman in the Shadows, 1971) de Paul Krasny
  - Saison 7, épisodes 14 et 15 Course contre la montre, 1re et 2e parties (Race against Time, Parts I & II, 1974) de Paul Krasny
- 1973-1975 : Les Rues de San Francisco (The Streets of San Francisco)
  - Saison 2, épisode 1 Une mort injuste (A Wrongful Death, 1973) de Don Medford
  - Saison 4, épisode 10 L'Air mortel (Dead Air, 1975) de Virgil W. Vogel
- 1975 : L'Homme de fer (Ironside)
  - Saison 8, épisode 15 The Return of Eleanor Rogers de Don Weis
- 1975-1978 : Barnaby Jones
  - Saison 4, épisode 10 Beware the Dog (1975) de Walter Grauman
  - Saison 7, épisode 11 The Picture Pirates (1978)
- 1976 : L'Homme invisible (The Invisible Man)
  - Saison unique, épisode 12 Chirurgie esthétique (An Attempt to save Face)
- 1976 : L'Homme qui valait trois milliards (The Six Million Dollar Man)
  - Saison 4, épisode 5 La Loi du plus fort (The Most Dangerous Enemy)
- 1977-1982 : Quincy (Quincy M.E.)
  - Saison 3, épisode 1 No Deadly Secret (1977) de Jackie Cooper et épisode 20 Requiem for the Living (1978)
  - Saison 5, épisode 3 By the Death of a Child (1979)
  - Saison 7, épisode 21 The Unquiet Grave (1982)
  - Saison 8, épisode 4 Dying for a Drink (1982)
- 1979 : Galactica (Battlestar Galactica)
  - Saison unique, épisode 21 L'Évasion (Baltar's Escape)
- 1979 : Wonder Woman
  - Saison 3, épisode 19 La Fille de tous les dangers (The Girl with a Gift for Disaster) d'Alan Crosland
- 1981-1986 : Magnum (Magnum, P.I.)
  - Saison 2, épisode 2 Le Chenal maudit (Dead Man's Channel, 1981) de Ray Austin
  - Saison 7, épisodes 1 et 2 Les Demoiselles de Los Angeles, 1re et 2e parties (L.A., Parts I & II, 1986)
- 1982 : Pour l'amour du risque (Hart to Hart)
  - Saison 3, épisode 12 Philatélie (Hartless Hobby) d'Earl Bellamy
- 1984 : Supercopter (Airwolf)
  - Saison 2, épisode 9 Vol 093 (Flight#093 is missing) de Bernard L. Kowalski
- 1988 : Arabesque (Murder, she wrote)
  - Saison 4, épisode 17 L'Élixir de courte vie (A Very Good Year for Murder) de Walter Grauman

#### Téléfilms
- 1969 : The Lonely Profession de Douglas Heyes
- 1969 : The Desperate Mission d'Earl Bellamy
- 1973 : Call to Danger (en) de Tom Gries
- 1974 : Panic on the 5:22 d'Harvey Hart
- 1977 : Danger in Paradise de Marvin J. Chomsky
- 1980 : The Children of An Lac de John Llewellyn Moxey (elle-même, d'après son histoire originale ; + productrice associée)
- 1985 : Les Otages (Hostage Flight) de Steven Hilliard Stern

## Théâtre
Pièces jouées à Broadway
- 1957-1958 : Compulsion, adaptation par Meyer Levin de son roman éponyme (titré Crime en français), mise en scène d'Alex Segal, avec Roddy McDowall, Dean Stockwell, Howard Da Silva, Suzanne Pleshette (remplaçant en outre Ina Balin, à des dates non-spécifiées), Lloyd et Michael Gough
- 1959-1960 : Le Pont japonais (A Majority of One) de Leonard Spigelgass, mise en scène de Dore Schary, avec Cedric Hardwicke, Mae Questel (adaptée au cinéma en 1961, sous le même titre original — titre français : Le Gentleman en kimono ; réalisation de Mervyn LeRoy —)